# Corniche Jijelienne
La Corniche Jjilienne (en arabe : كورنيش جيجل) est une région naturelle du nord-est de l'Algérie, longeant le littoral occidental de la wilaya de Jijel, caractérisée par des massifs forestiers rocheux s'élevant au-dessus de la plaine côtière.

## Faune

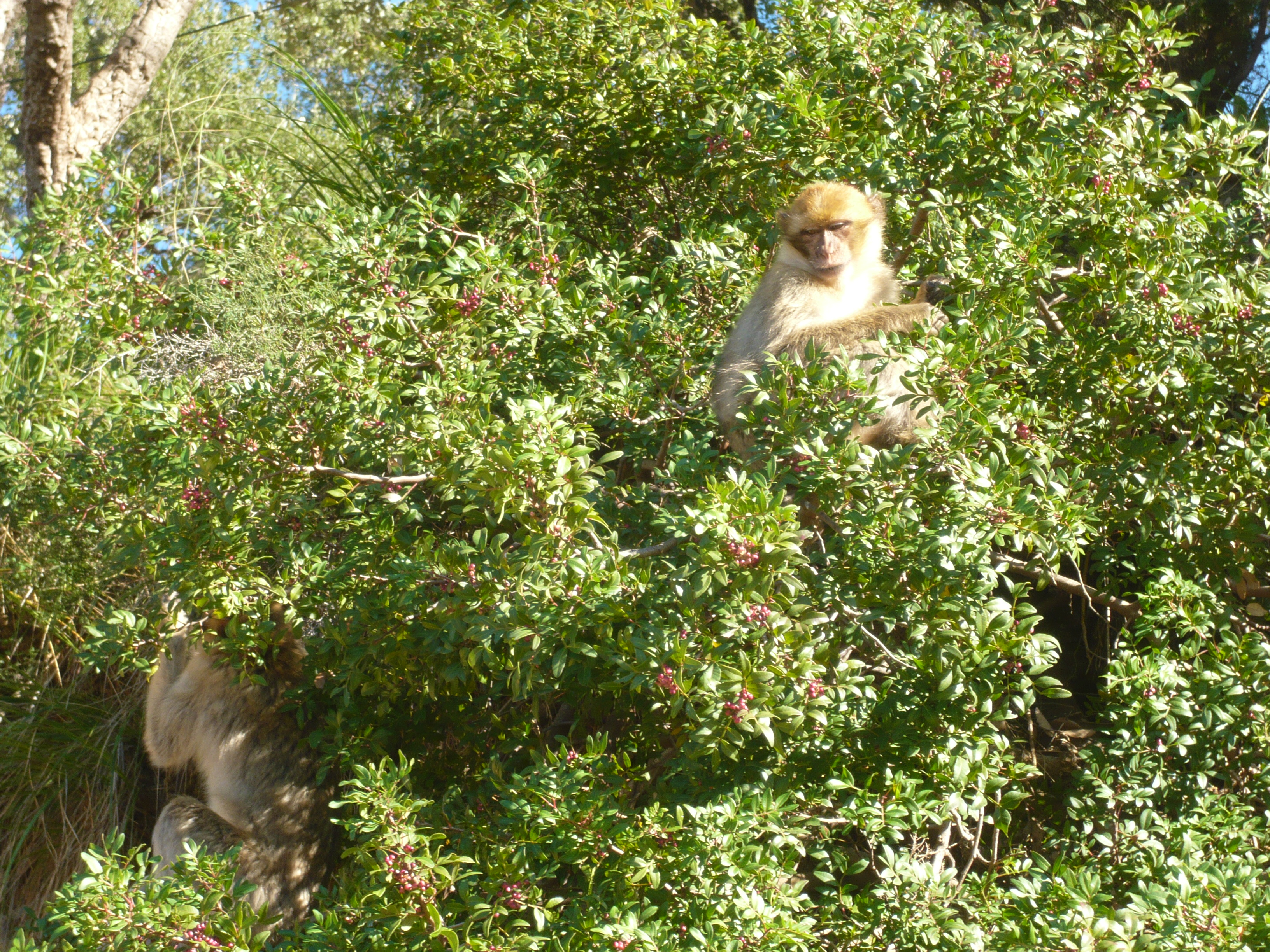
Macaques de Barbarie dans la Corniche Jijelienne.

Les zones boisées fournissent l'un des derniers habitats existants pour le macaque de Barbarie, une espèce en voie de disparition ; ce primate avait à l'époque préhistorique une répartition beaucoup plus large en Afrique du Nord qu'aujourd'hui.

## Tourisme
Célèbre à l’échelle internationale surtout après la mise en service durant l'occupation française de l'Algérie, de la principale route de traversée en 1917, qui est connue aujourd’hui sur la route nationale N°43, et qui relie Jijel à la Béjaïa. L’alliance naturelle du bleu des flots de la Méditerranée et la verdure des forêts, constituent une grande admiration par sa beauté, sa grandeur et sa valeur. La corniche est surtout célèbre pour ses Grottes merveilleuses, situées dans la commune côtière de Ziama Mansouriah, et qui attirent des milliers d’estivants et de touristes.